# Elizabeth Haydonová
Elizabeth Haydonová (* 1965) je americká autorka fantasy. Zatím napsala dvě série knih, v nichž zúročila své zájmy v oblasti antropologie, hudby a bylinkářství.

## Romány
- série Symfonie věků
  - Rhapsody: Child of Blood  (česky Rapsodie) (2002)
  - Prophecy: Child of Earth  (česky Proroctví) (2005)
  - Destiny: Child of the Sky  (česky Osud) (2006)
  - Requiem for the Sun  (česky Requiem pro slunce) (2008)
  - Elegy for a Lost Star 
  - The Assassin King